# إيلين بورنس
إيلين بورنس (بالإنجليزية: Eileen Burns)‏ هي دراجة أيرلندية، ولدت في 17 فبراير 1989.

## وصلات خارجية
- ايلين بورنس على موقع إحصائيات الدراجات الإحترافية (الإنجليزية)
- ايلين بورنس على موقع نسبة الدراجات (الإنجليزية)